# Vaskapu-hágó
Vaskapu-hágó, más néven Erdélyi Vaskapu, románul Poarta de Fier: Hágó a Déli-Kárpátokban a romániai Hunyad megyében, Várhely (Sarmizegeusa) közelében, Zajkány (Zeicani) és Bukova (Baucar) községek között. Hunyadi János 1442-es zajkányi csatájának színtere.

## Fekvése
A Déli-Kárpátokban fekvő, 669 m magas erdélyi Vaskapu-hágó Hunyad megye és a Bánát határán található. Elválasztja egymástól az északra fekvő Ruszka-havasokat a délre fekvő Szörényi-havasoktól. Áthalad rajta a Hátszegről (Hațeg, Hunyad megye) induló, a bánáti Bisztra folyó völgyébe, Karánsebes (Caransebeș) felé vezető 68 számú főút, valamint a Hátszegváralja (Subcetate) és Karánsebes között haladó vasútvonal is.

## Történelme
A hágó ősidők óta a népe országútja volt, a rómaiak Tapae-nek nevezték. A Római Birodalom csapatai Kr. u. 89-ben Domitianus és Kr. u. 101-ben Traianus császár uralkodása alatt két nagy csatát is vívtak itt Decebál dák fejedelemmel. A hágótól 10 km-re keletre fekvő Várhely volt, Sarmizegetusa néven a Dák Birodalom fővárosa, amelyet a rómaiak Ulpia Traiana-nak neveztek.
A törökök a Vaskapu-hágón át özönlötték el Dél-Erdélyt 1420-ban. Támadásukat 1438-ban, majd 1442-ben ugyanitt ismételték meg. Hunyadi János erdélyi vajda azonban 1442. szeptember 6-án Zajkány közelében mintegy 12–15 000 emberével útjukat állta, és szétverte a támadók jelentős túlerőben lévő, 81 000 fős seregét. A hágó környékén zajló harcokban az Erdélybe betört törökök jelentős részét megölték.
1896. szeptember 6-án, a zajkányi csata 454. évfordulóján a csata színhelyén, a Vaskapu-hágóban, Paucsinesd és Zajkány falvak között, a Vámoszajkány nevű magaslaton Hunyad vármegye négyméteres öntöttvas emlékművet állíttatott, mely harci buzogányt formázott. Az emlékművön Hunyadi János címere és a következő felirat állt: „Hunyadi János tizenötezer vitézével, az 1442-iki szeptember 6-án e szorosban verte szét Sehabeddin beglerbégnek Erdélybe nyomuló nyolcvanezer főnyi hadseregét. A dicső fegyvertény örök emlékéül állíttatá ez oszlopot Hunyadvármegye közönsége a honfoglalás ezredik évében.”

## A Hunyadi-emlékmű sorsa
Hunyad vármegyében, a Déli-Kárpátok hágóiban ugyanebben az időben ezenkívül még öt hasonló emlékművet emeltek. Az első világháborút követő román megszállás után valamennyit elpusztították. Az utolsó előttit, a Zsilyvajdejvulkán város fölötti hágóban, a hatvanas évek közepén rombolták le. 1992. június 22-én „ismeretlen” tettesek nehéz erőgépek igénybevételével az utolsó Hunyadi-emlékművet, a zajkányit is ledöntötték, buzogányát eltüntették. Egy évre rá az osztrói tóból kihalászták a vasbuzogányt, és a várhelyi (Sarmizegetusa) múzeumba vitték, amely helyi rendőrség szomszédságában van. Innen 1994 novemberében a vasbuzogány végleg eltűnt. 2002-ben az RMDSZ és a RSZDP pártok megállapodást kötöttek az emlékmű maradványainak megóvásáról és a felújítás előkészületeiről. 2003 áprilisában azonban ledöntött zajkányi emlékműnek a helyszínen, a Vaskapu-hágóban megmaradt darabjai is eltűntek, az emlékmű talapzatát elbontották, ledózerolták. Felelős nincs, nyomozás nem indult.